# Bračna vas
Bračna vas este o localitate din comuna Brežice, Slovenia.